# Colostygia nebularia
Colostygia nebularia là một loài bướm đêm trong họ Geometridae.